# Pang Jiaying
Pang Jiaying (China, 6 de enero de 1985) es una nadadora china especializada en pruebas de media distancia estilo libre, donde consiguió ser medallista de bronce olímpica en 2008 en los 200 metros.

## Carrera deportiva
En los Juegos Olímpicos de Pekín 2008 ganó la medalla de bronce en los 200 metros estilo libre, con un tiempo de 1:55.05 segundos que fue récord de Asia, tras la italiana Federica Pellegrini que batió el récord del mundo con 1:54.82 segundos, y la eslovena Sara Isaković. También ganó la plata en los relevos 4 × 200 metros estilo libre, con un tiempo de 7:45.93 segundos, tras Australia y por delante de Estados Unidos.